# Latronibus Fugatis Securitas Restituta
Das Ehrenkreuz Latronibus Fugatis Securitas Restituta ist eine Auszeichnung des Kirchenstaates aus dem Jahr 1816.

## Geschichte
Stifter war Papst Pius VII. im Jahr 1816. Gedacht war diese Auszeichnung als Belohnung für Offiziere, Unteroffiziere und Soldaten, die sich bei der „Vertreibung des räuberischen Gesindels aus dem päpstlichen Gebiete“ hervorgetan hatten.

## Ordensdekoration
Die Ordensdekoration war aus vergoldetem Silber, weiß emailliert und trug eine Gravur mit dem  Stiftungsgrund Latronibus fugatis securitas restituta – „Durch Vertreibung der Räuber wiederhergestellte Sicherheit“.
Die Dekoration gab es auch als Bronzeausführung für geringere Verdienste.
Das Ordensband war gleichmäßig weiß-gelb-weiß. Die Auszeichnung wurde auf der linken Brustseite getragen.